# Herbert Weichmann
Herbert Weichmann, född 23 februari 1896 i Landsberg, Oberschlesien, död 9 oktober 1983 i Hamburg, var en tysk politiker (SPD). Han var Hamburgs förste borgmästare 1965 till 1971.